# Zona de Planificación 3 de Ecuador

## Región Interandina
La Región Interandina o Zona de Planificación 3 es una de las nueve Regiónes Autónomas. Se ubica en la parte centro-oriental del país. Su capital administrativa sería la ciudad de Ambato.
Estaría conformada por las provincias de  Chimborazo,  Cotopaxi,  Pastaza y  Tungurahua. Es la más extensa del país con un área de 44.899 km² que equivale al 18% del territorio ecuatoriano. Tiene una población de 1'617.590 de habitantes equivalente al 10.47% de la población total de Ecuador, subdivididas en sus provincias que la conforman: Cotopaxi 470.210 hab, Chimborazo 471.933 hab, Pastaza 111.915 hab y Tungurahua 563.532 hab.
Los principales pueblos indígenas que se encuentran en esta Zona 3 son:
- Tungurahua: Chibuleo, Quisapincha y Salasaca
- Pastaza: Achuar, Andoa, Huaorani, Shiwiar, Shuar, Zápara y Kichua
- Chimborazo: Puruhá
- Cotopaxi: Pansaleo.